# Alchemilla semihirta
Alchemilla semihirta é uma espécie de rosácea do gênero Alchemilla, pertencente à família Rosaceae.